# Yustinus Harjosusanto
Yustinus Harjosusanto MSF (ur. 5 września 1953 roku w Muntilan) – indonezyjski duchowny katolicki, arcybiskup Samarindy od 2015.

## Życiorys
Święcenia kapłańskie przyjął 6 stycznia 1982 roku w zgromadzeniu Misjonarzy Świętej Rodziny. Po rocznym stażu wikariuszowskim w Purwasari przez 12 lat pełnił rozmaite funkcje w zakonie i archidiecezji Semarang (był m.in. mistrzem nowicjatu i sekretarzem arcybiskupa Juliusa Darmaatmadji). W 1995 został wybrany przełożonym prowincji na wyspie Jawa. W 2001, po zakończeniu kadencji, zaczął ponownie pracę w nowicjacie zakonnym.

### Episkopat
9 stycznia 2002 roku został mianowany przez papieża Jana Pawła II biskupem Tanjung Selor. Sakry biskupiej udzielił mu w dniu 14 kwietnia 2002 roku ówczesny arcybiskup Dżakarty - Julius Darmaatmadja. W dniu 16 lutego 2015 roku został mianowany arcybiskupem Samarindy.